# Tomasz Wojciech Majewski
Tomasz Wojciech Majewski (ur. 13 czerwca 1974 w Łodzi) – polski kulturoznawca i filmoznawca.

## Życiorys
Absolwent III Liceum Ogólnokształcącego im. Tadeusza Kościuszki w Łodzi. W 1998 roku ukończył studia magisterskie w Instytucie Teorii Literatury, Teatru i Sztuk Audiowizualnych na Uniwersytecie Łódzkim. Obronił doktorat w roku 2002 na podstawie rozprawy O konstytuowaniu się realności w filmie fabularnym. Świadomość tetyczna i jej modyfikacje w doświadczeniu odbioru filmowego napisanej pod kierunkiem Alicji Helman, a habilitował się w 2012 roku na podstawie pracy Dialektyczne feerie. Szkoła frankfurcka i kultura popularna.
W latach 2004–2006 w zastępstwie Anny Zeidler-Janiszewskiej pełnił obowiązki kierownika Zakładu Teorii Kultury w Katedrze Mediów i Kultury Audiowizualnej Uniwersytetu Łódzkiego. Powołał do istnienia Międzywydziałowe Koło Teoretyków Kultury grupujące kulturoznawców, filmoznawców i socjologów tworzących „łódzką grupę badań nad nowoczesnością” (Łukasz Biskupski, Wiktor Marzec, Agata Zysiak). W roku 2011 pracował przy Diagnozie Strategicznej Łodzi oraz przygotowaniu projektu Strategii Zintegrowanego Rozwoju Miasta Łodzi 2020+; kierował także zespołem przygotowującym rekomendacje do Programu Rozwoju Kultury Łódź 2020+. Opiniował Program Rozwoju Kultury w Województwie Łódzkim na lata 2014–2020.
W latach 2012–2013 profesor nadzwyczajny Uniwersytetu Łódzkiego, obecnie profesor nadzwyczajny w Katedrze Antropologii Literatury i Badań Kulturowych Uniwersytetu Jagiellońskiego. W latach 2009–2014 wykładowca historii filmu animowanego w Państwowej Wyższej Szkole Filmowej, Telewizyjnej i Teatralnej im. Leona Schillera w Łodzi, od 2015 roku wykłada kulturoznawstwo w Akademii Muzycznej im. Grażyny i Kiejstuta Bacewiczów w Łodzi, od 2017 roku wykładowca Akademii Teatralnej im. Aleksandra Zelwerowicza w Warszawie. Współpracuje z Centralnym Gabinetem Edukacji Filmowej organizującym Ogólnopolską Konferencję Filmoznawczą w Radziejowicach.
Członek Komitetu Nauk o Kulturze przy Wydziale I Nauk Humanistycznych i Społecznych Polskiej Akademii Nauk w kadencji 2015–2018.
Od września 2017 roku Prezes Polskiego Towarzystwa Kulturoznawczego.

### Działalność społeczna
W 2009 roku pełnił funkcję kuratora filmowego Festiwalu Dialogu Czterech Kultur, zorganizował wówczas sympozjum „Zobaczyć Gorgonę. Holocaust, nazizm a problem obrazowania” z udziałem Georges Didi-Hubermana i Stuarta Liebmanna. W latach 2010–2012 tworzył program filmowy Festiwalu Łódź Czterech Kultur oraz Se-Ma-For Film Festiwal, stale współpracuje z instytucjami kultury m.in. Muzeum Sztuki w Łodzi, Centrum Dialogu im. Marka Edelmana oraz Fabryką Sztuki. Od 2016 roku jest Przewodniczącym Rady Programowej EC1 Łódź – Miasto Kultury – instytucji współprowadzącej z MKiDN Narodowe Centrum Kultury Filmowej. Od 2015 roku jest członkiem zespołu redakcyjnego „Kultury Współczesnej”. Pomysłodawca, współautor koncepcji wystawy „Zmiennokształtność. Eisenstein jako metoda” w Muzeum Sztuki w Łodzi w 2018 roku. Inicjował protest przeciwko wykreśleniu kulturoznawstwo z listy dyscyplin naukowych, występował aktywnie przeciwko nowej ustawy o szkolnictwie wyższym, tzw. „Ustawie 2.0" m.in. w ramach działań Akademickiego Komitetu Protestacyjnego na Uniwersytecie Jagiellońskim w czerwcu 2018 roku.

## Nagrody i wyróżnienia
- Laureat Nagrody „Literatury na Świecie” w kategorii Nowy Głos w roku 2011 za książkę Dialektyczne feerie. Szkoła frankfurcka i kultura popularna[20][21]
- Nagroda Prezydium Oddziału PAN w Łodzi i Konferencji Rektorów Uczelni Publicznych za całokształt osiągnięć w dziedzinie teorii kultury i antropologii Holocaustu w 2012 r.
- Nominowany do Nagrody im. Jana Długosza w roku 2012[22]

## Publikacje
- Rekonfiguracje modernizmu. Nowoczesność i kultura popularna (2009)
- Pamięć Shoah. Kulturowe reprezentacje i praktyki upamiętnienia (2010)
- Memory of the Shoah (2010)
- Dialektyczne feerie. Szkoła frankfurcka i kultura popularna (2011)
- Migracje modernizmu. Nowoczesność i uchodźcy (2014)[23]
- Siła kształtująca. Eseje o geście i świadectwie (2018)